# Gravelly Beach
Gravelly Beach – miasto w Australii, w północnej części Tasmanii.